# Hochstift Lübeck

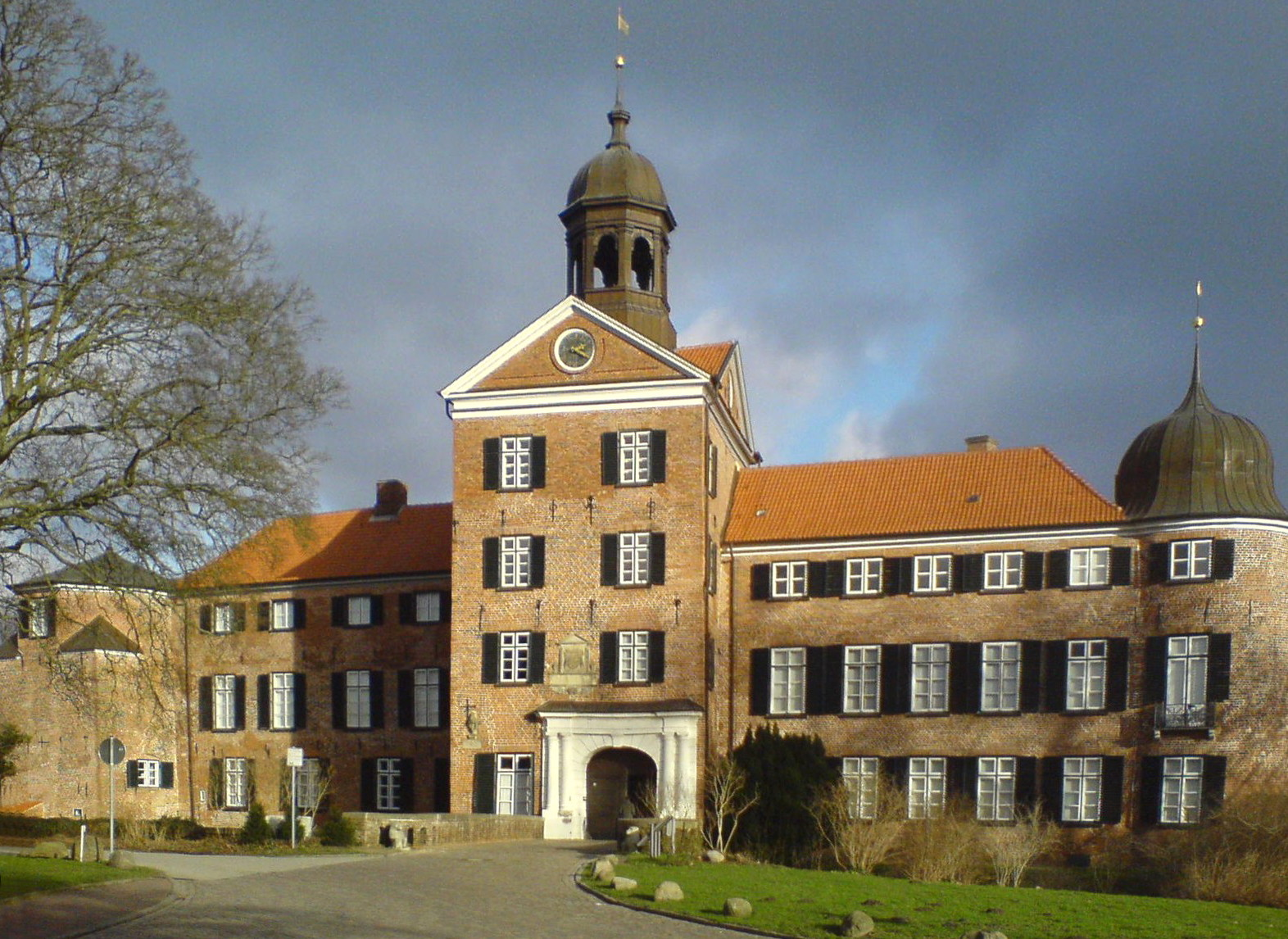
Das Eutiner Schloss, fürstbischöfliche Residenz seit 1350

Das Hochstift Lübeck (auch Fürstbistum Lübeck) war ein Reichsstand des Heiligen Römischen Reiches im heutigen Schleswig-Holstein. Es war der weltliche Besitz des Bischofs von Lübeck sowie des Domkapitels. Ab 1500 war es Teil des Niedersächsischen Reichskreises.

## Geschichte
Das Gebiet des Hochstiftes Lübeck umfasste die Liegenschaften des Bischofs, des Domkapitels sowie des Kollegiatstifts Eutin. Diese befanden sich im Wesentlichen rund um die Stadt Eutin, die Residenz des Bischofs sowie am Unterlauf der Trave rund um Bad Schwartau. In der Stadt Lübeck selbst gehörten nur der Chorraum des Lübecker Doms und einige Grundstücke um den Dom, auf denen sich die Domherrenkurien befanden, dazu. Die Bischöfe, deren Einfluss in der Handelsstadt Lübeck gering blieb, verlegten im Spätmittelalter (endgültig um 1350) ihre Residenz nach Eutin in das dortige Schloss.
Während das als geistlicher Aufsichtsbezirk der römisch-katholischen Kirche wesentlich größere Bistum Lübeck in der Reformation unterging, blieb das Hochstift als Gebietskörperschaft erhalten, weil sich das Domkapitel 1586 verpflichtete, als Fürstbischöfe/Administratoren Mitglieder aus dem Hause Schleswig-Holstein-Gottorf zu wählen. Durch geschickte Verhandlungen seiner Vertreter David Gloxin und Christian Cassius gelang es Fürstbischof Johann X. von Schleswig-Holstein-Gottorf, diese Konstruktion auch im Westfälischen Frieden von 1648 zu sichern. Dadurch wurde das Hochstift/Fürstbistum Lübeck zum einzigen protestantischen geistlichen Reichsstand. Im Hochstift Osnabrück wechselte die Herrschaft zwischen katholischen und lutherischen Bischöfen, das Erzstift Magdeburg wurde 1680 säkularisiert.
Diese (zumindest zeitweise protestantischen) geistlichen Fürstentümer wurden auf dem Reichstag in Regensburg entsprechend nicht auf der (römisch-katholischen) geistlichen Bank platziert, sondern im rechten Winkel vom Kaiser aus gesehen vorne rechts (der Lübecker Vertreter saß, wenn Osnabrück katholisch war, alleine). Zu den Besonderheiten zählte auch, dass vier der Domherrenstellen weiterhin durch den Papst besetzt wurden.
Die Bindung des Bischofsamtes an das Haus Holstein-Gottorp führte zu andauernden Unstimmigkeiten mit dem dänischen Königshaus. Zeitweilig gab es konkurrierende Koadjutoren. Nach dem Tod des Fürstbischofs August Friedrich von Schleswig-Holstein-Gottorf kam es zu einer militärischen Auseinandersetzung um seine Nachfolge, die zu Weihnachten 1705 in der Belagerung und Besetzung von Schloss Eutin durch die Dänen gipfelte. Dabei wurde der dänische General Hartwig von Passow tödlich verwundet. Schließlich wurde der Koadjutor der dänischen Partei, Prinz Karl von Dänemark, durch diplomatisches Eingreifen der englischen Königin Anne sowie der Generalstaaten und nach Zusicherung einer Rente zur Aufgabe seines Anspruches gebracht, so dass der Koadjutor der gottorfischen Partei, Christian August von Schleswig-Holstein-Gottorf die Nachfolge antreten konnte. 1707 wurde auf Druck des schwedischen Königs Karl XII. im Artikel II der Altranstädter Konvention der Bischofswahlmodus und damit die Gottorfer Herrschaft auch reichsrechtlich anerkannt.
Katharina II. von Russland, welche die Vormundschaft über den Großfürsten Paul Petrowitsch, den Erbherzog von Holstein-Gottorp, innehatte, tauschte nach Verhandlungen von 1767 im Mai 1773 die holstein-gottorpischen Erblande gegen die dänischen Grafschaften Oldenburg und Delmenhorst; diese trat Großfürst Paul durch den Vertrag von Zarskoje Selo Ende 1773 dem Fürstbischof von Lübeck, Friedrich August, dem führenden Mitglied der in Holstein verbliebenen jüngeren Linie des Hauses Holstein-Gottorp, ab. Durch diesen Vorgang entsagte Russland allen Ansprüchen an das Herzogtum Schleswig, das nun vollständig in dänischen Besitz kam, des Weiteren wurde das Fürstbistum Lübeck mit Oldenburg, das Ende 1774 durch Reichsdekret zum Herzogtum erhoben wurde, faktisch in Personalunion vereinigt.
Im Reichsdeputationshauptschluss 1803 wurde das Hochstift letztendlich in ein erbliches weltliches Fürstentum umgewandelt und als Fürstentum Lübeck den Herzögen von Oldenburg zugesprochen.
Die zum Zeitpunkt der Säkularisation bestehenden Kanonikate und die mit ihnen verbundenen Privilegien und Einkünfte blieben bis zum Lebensende ihrer Inhaber bestehen. Der letzte Domdechant, Friedrich Ludwig von Moltke, lebte noch bis 1824, und der letzte Domherr starb erst 1871. Es war Karl Freiherr von Stenglin (* 12. August 1791 in Kiel; † 15. März 1871 in Genf), der schon als Kind Domherr geworden war. Er war mit Karoline Gräfin Hessenstein (1804–1891), der jüngsten Tochter von Kurfürst Wilhelm I. von Hessen-Kassel und Karoline von Schlotheim, verheiratet.
1804 einigte sich der Herzog von Oldenburg Peter Friedrich Ludwig in einem Vergleich mit der Hansestadt Lübeck auf eine Verteilung der Stiftsgrundstücke in der Stadt und der Ländereien des Domkapitels, so dass wechselseitig eine arrondierende Gebietsabgrenzung besonders bei den Lübecker Exklaven erfolgte.

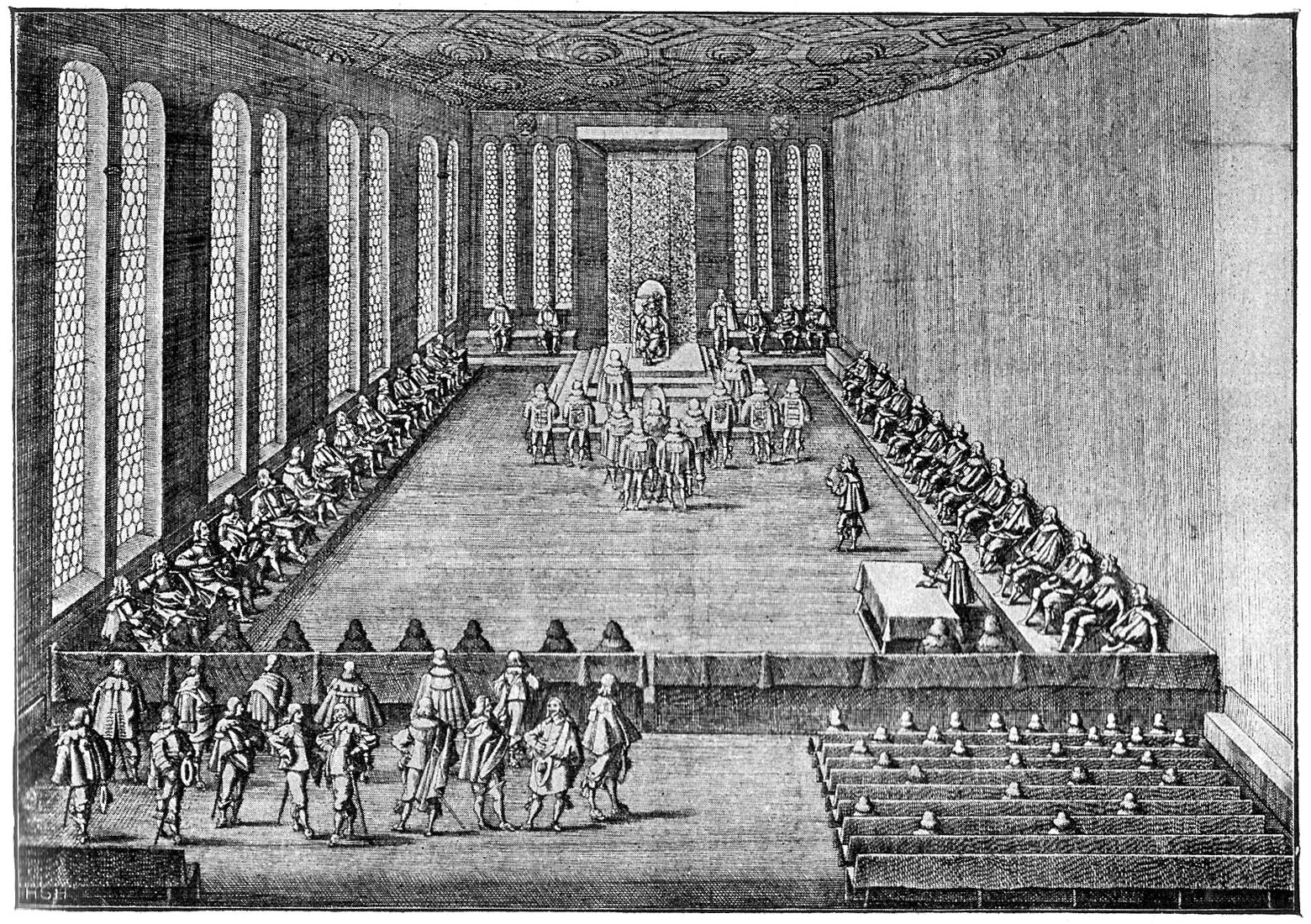
Sitzordnung auf dem Reichstag zu Regensburg
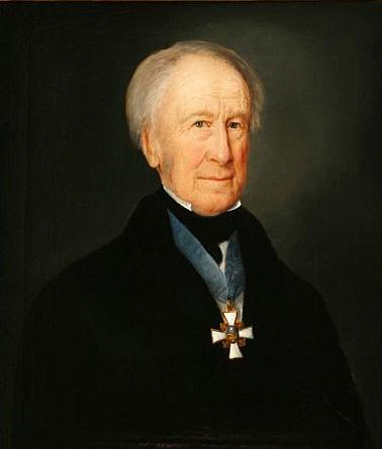
Domherr Wilhelm Carl Ferdinand von Ahlefeldt († 1852) mit Kapitelskreuz